# Mario Zabalaga
Mario Zabalaga (ur. 4 marca 1938) – piłkarz boliwijski, obrońca, pomocnik.
Zabalaga w 1958 roku razem z klubem Club Jorge Wilstermann zdobył swój pierwszy tytuł mistrza Boliwii.
Dzięki mistrzostwu z 1959 roku wziął udział w premierowej edycji Pucharu Wyzwolicieli – Copa Libertadores 1960. Jorge Wilstermann odpadł już w pierwszej rundzie, przegrywając dwumecz z późniejszym triumfatorem – urugwajskim klubem CA Peñarol.
Mistrzostwo Boliwii zdobyte w 1960 roku sprawiło, że wiosną 1961 roku razem z klubem Jorge Wilstermann Zabalaga ponownie wziął udział w Pucharze Wyzwolicieli – w turnieju Copa Libertadores 1961. Klub Zabalagi zmierzył się z kolumbijskim klubem Independiente Santa Fe Bogota, uzyskując w dwumeczu wynik remisowy. Drużyna z Boliwii odpadła ostatecznie po losowaniu.
W lipcu 1961 roku wziął udział w eliminacjach do finałów mistrzostw świata w 1962 roku, gdzie zagrał w obu meczach z Urugwajem.
Jako piłkarz klubu Jorge Wilstermann wziął udział w turnieju Copa América 1963, gdzie Boliwia zdobyła tytuł mistrza Ameryki Południowej. Zabalaga zagrał tylko w meczu z Paragwajem.
Latem 1965 roku wziął udział w eliminacjach do finałów mistrzostw świata w 1966 roku, gdzie zagrał w trzech meczach – z Argentyną w La Paz oraz w obu meczach z Paragwajem.
Razem z klubem Jorge Wilstermann wziął udział w turnieju Copa Libertadores 1966, gdzie jego drużyna w fazie grupowej zajęła trzecie miejsce – tuż za dwoma urugwajskimi potęgami: CA Peñarol i Club Nacional de Football. Zabalaga zdobył w turnieju 1 bramkę.
Rok później wziął udział w turnieju Copa América 1967, gdzie Boliwia zajęła ostatnie, szóste miejsce. Zabalaga zagrał we wszystkich pięciu meczach – z Urugwajem, Argentyną, Paragwajem, Wenezuelą i Chile.